# Æðey
Æðey és una petita illa, la més gran de l'Ísafjarðardjúp, davant de la costa de Snæfjallaströnd, a la regió de Vestfirðir, Islàndia. L'illa fa uns 2.200 metres de llarg per 800 metres d'ample, amb una superfície d'1,26 km². El punt més alt de l'illa és d'uns 34 metres. L'illa ha estat habitada des de l'edat mitjana i encara hi ha una granja. És un important lloc de cria d'ànecs èider.